# Noel M. Smith
Noel M. Smith (Rockland, 22 maggio 1895 – Los Angeles, 20 settembre 1955) è stato un regista e sceneggiatore statunitense.
Ha diretto 125 tra lungometraggi e cortometraggi tra il 1917 e il 1952. Nel 2004 il suo film Clash of the Wolves è stato scelto per la conservazione nel National Film Registry con la dicitura di film "culturalmente, storicamente o esteticamente significativo".

## Filmografia parziale

### Cortometraggi
- A High Diver's Last Kiss (1918)
- Tootsies and Tamales (1919)
- Healthy and Happy (1919)
- Yaps and Yokels (1919)
- Mates and Models (1919)
- Squabs and Squabbles (1919)
- Bungs and Bunglers (1919)
- Switches and Sweeties (1919)
- Dames and Dentists (1920)
- Love and Gasoline (1920)
- Maids and Muslin (1920)
- Squeaks and Squawks (1920)
- Lots of Nerve (1923)
- So Long, Buddy (1923)
- Checking Out (1924)
- Fearless Fools (1924)
- Her Boy Friend (1924)
- Kid Speed (1924)
- Own a Lot (1924)
- That Oriental Game (1924)
- That's Rich (1924)

### Lungometraggi
- The Girl in the Limousine (1924)
- Clash of the Wolves (1925)
- The Flying Mail (1926)
- The Night Patrol (1926)
- The Merry Cavalier (1926)
- The Blue Streak (1926)
- Fangs of Justice (1926)
- The Snarl of Hate (1927)
- Marlie the Killer (1928)
- Fangs of Fate (1928)
- The Law's Lash (1928)
- Scareheads (1931)
- The Fighting Pilot (1935)
- California Mail (1936)
- Code of the Secret Service (1939)
- On Dress Parade (1939)
- Secret Service of the Air (1939)
- The Nurse's Secret (1941)
- Cattle Town (1952)